# میکا سالو
میکا یوهانی سالو (فنلاندی: Mika Juhani Salo؛ زادهٔ ۳۰ نوامبر ۱۹۶۶ در هلسینکی) رانندهٔ سابق مسابقات اتومبیل‌رانی اهل فنلاند است که از فصل ۱۹۹۴ تا ۲۰۰۰، و دوباره در فصل ۲۰۰۲ در مجموع در ۱۱۱ گراند پری از مسابقات جهانی فرمول یک شرکت کرد.
سالو در طول دوران فعالیت خود در فرمول یک مجموعاً ۲ بار بر روی سکو رفت و ۳۳ امتیاز را نیز به نام خود به‌ثبت رساند.